# San Biagio Platani
San Biagio Platani är en ort och kommun i kommunala konsortiet Agrigento, innan 2015 provinsen Agrigento, i regionen Sicilien i sydvästra Italien. Kommunen hade 3 212 invånare (2017).